# Pseudoperitheca murmanica
Pseudoperitheca murmanica är en svampart som beskrevs av Elenkin 1922. Pseudoperitheca murmanica ingår i släktet Pseudoperitheca, divisionen sporsäcksvampar och riket svampar.   Inga underarter finns listade i Catalogue of Life.